# Khufu
Khufu (/ˈkuːfuː/, numele întreg Khnum Khufu (/ˈknuːm ˈkuːfuː/), cunoscut de grecii antici sub numele de Cheops) a fost un monarh egiptean antic care a fost al doilea faraon al Dinastiei a IV-a, în prima jumătate a perioadei Vechiului Regat (secolul al XXVI-lea î.Hr.). Khufu l-a succedat pe tatălui său Sneferu ca rege. E în general acceptat că a comandat Marea Piramidă din Giza, una dintre Cele Șapte Minuni ale Lumii Antice, dar multe alte aspecte ale domniei sale sunt slab documentate.
Singurul portret complet păstrat al regelui este o figurină de fildeș înaltă de 7,5 centimetri, găsită într-o ruină a unui templu într-o perioadă ulterioară la Abydos, în 1903. Toate celelalte reliefuri și statui au fost găsite sub formă de fragmente, iar multe clădiri ale lui Khufu s-au pierdut. Tot ce se știe despre Khufu provine din inscripții din necropola sa de la Giza și din documente ulterioare. De exemplu, Khufu este personajul principal remarcat în Papirusul Westcar din a XIII-a Dinastie.
Majoritatea documentelor care îl menționează pe regele Khufu au fost scrise de istorici egipteni și greci antici în jurul anului 300 î.Hr. Necrologul lui Khufu este prezentat acolo într-un mod conflictual: în timp ce regele s-a bucurat de o conservare a patrimoniului cultural de lungă durată în perioada Vechiului Regat și a Noului Regat, istoricii antici Manetho, Diodorus și Herodot transmit o ilustrare foarte negativă a personajului lui Khufu. Datorită acestor documente, o imagine obscură și critică a personalității lui Khufu persistă.

## Numele lui Khufu
Numele lui Khufu e dedicat zeului Khnum, ceea ce ar putea să indice o creștere a popularității și importanței religioase a lui Khnum. De fapt, mai multe titluri regale și religioase introduse la vremea sa pot să evidențieze că faraonii egipteni au căutat să-și accentueze originea și statutul divin, dedicându-și numele de cartuș oficial anumitor zeități. Este posibil ca Khufu să se fi considerat un creator divin, rol care i-a fost deja dat lui Khnum, zeul creației și creșterii. În consecință, regele a legat numele lui Khnum de al său. Numele complet al lui Khufu (Khnum-khufu) înseamnă „Khnum protejează-mă”. În timp ce pronunția egiptologică modernă îi poartă numele de Khufu, în timpul domniei sale, numele său era pronunțat probabil ca Khayafwi(y).
Faraonul a folosit oficial două versiuni ale numelui său de naștere: Khnum-khuf și Khufu. Prima versiune (completă) prezintă clar loialitatea religioasă a lui Khufu față de Khnum, a doua versiune (mai scurtă) nu. Nu se cunoaște de ce regele ar folosi o versiune scurtată a numelui, din moment ce ascunde numele lui Khnum și legătura numelui regelui cu zeul ăsta. Cu toate astea, s-ar putea ca numele scurt să nu fi fost menit să fie legat la niciun zeu.
Khufu este bine cunoscut sub numele său elenizat Khêops sau Cheops (/ˈkiːɒps/, KEE-ops; în greacă: Χέοψ, de Diodorus și Herodot) și mai puțin cunoscut sub un alt nume elenizat, Súphis (/ˈsuːfɪs/ SOO-fis; în greacă: Σοῦφις, de Manetho). O versiune rară a numelui Khufu, folosită de Iosephus, este Sofe (/ˈsɒfi/ SOF-ee; în greacă: Σόφε). Istoricii arabi, care au scris povești mistice despre Khufu și piramidele din Giza, numindu-l Saurid (în arabă: سوريد) sau Salhuk (سلهوق).

## Familia

### Originea lui Khufu

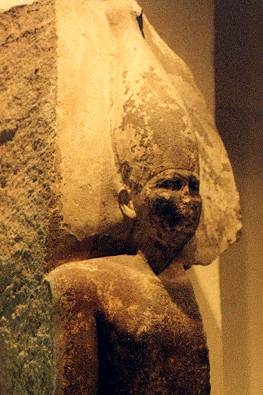
Portret al lui Sneferu, tatăl sau tatăl vitreg al lui Khufu

Familia regală a lui Khufu era destul de mare. Nu e sigur dacă Khufu a fost de fapt fiul biologic al lui Sneferu. Egiptologii cunoscuți cred că Sneferu a fost tatăl lui Khufu, dar numai pentru că istoricii de mai târziu au scris că fiul cel mai mare sau un descendent ales ar moșteni tronul. În 1925, mormântul reginei Hetepheres I, G 7000x, a fost găsit la est de piramida lui Khufu. Acesta conținea numeroase obiecte de mormânt prețioase și mai multe inscripții îi dau titlul Mut-nesut (care înseamnă „mama unui rege”), împreună cu numele regelui Sneferu. Prin urmare, la început a părut clar că Hetepheres este soția lui Sneferu și că sunt părinții lui Khufu. Mai recent, însă, unii au pus la îndoială teoria asta, deoarece nu se știe că Hetepheres a purtat titlul Hemet-nesut (care înseamnă „soția regelui”), titlu indispensabil pentru a confirma statutul regal al unei regine. În locul titlului soțului, Hetepheres a purtat doar titlul Sat-netjer-khetef (verbatim: „fiica trupului său divin”; simbolic: „fiica trupească a regelui”), titlu menționat pentru prima dată. Ca rezultat, cercetătorii cred acum că Khufu nu ar fi fost fiul biologic al lui Sneferu, dar că Sneferu legitimează rangul și poziția familială a lui Khufu prin căsătorie. Apoteizând mama sa ca fiică a unui zeu viu, noul rang al lui Khufu a fost asigurat. Această teorie poate fi susținută de circumstanța în care mama lui Khufu a fost îngropată aproape de fiul ei și nu în necropola soțului ei, așa cum era de așteptat.

### Arborele genealogic
Următoarea listă prezintă membrii familiei, care pot să îi fie atribuiți lui Khufu cu certitudine.
Părinți:
- Sneferu: Cel mai probabil tatăl său, poate doar tatăl vitreg. Faimos faraon și constructor de trei piramide.
- Hetepheres I: Cel mai probabil mama lui. Soția regelui Sneferu și cunoscută pentru prețioasele sale morminte găsite la Giza.

Soții:

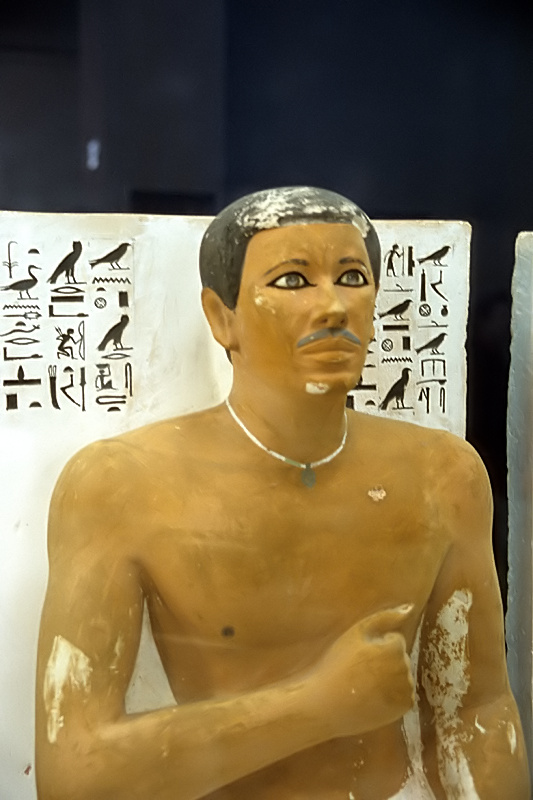
Portret al prințului Rahotep

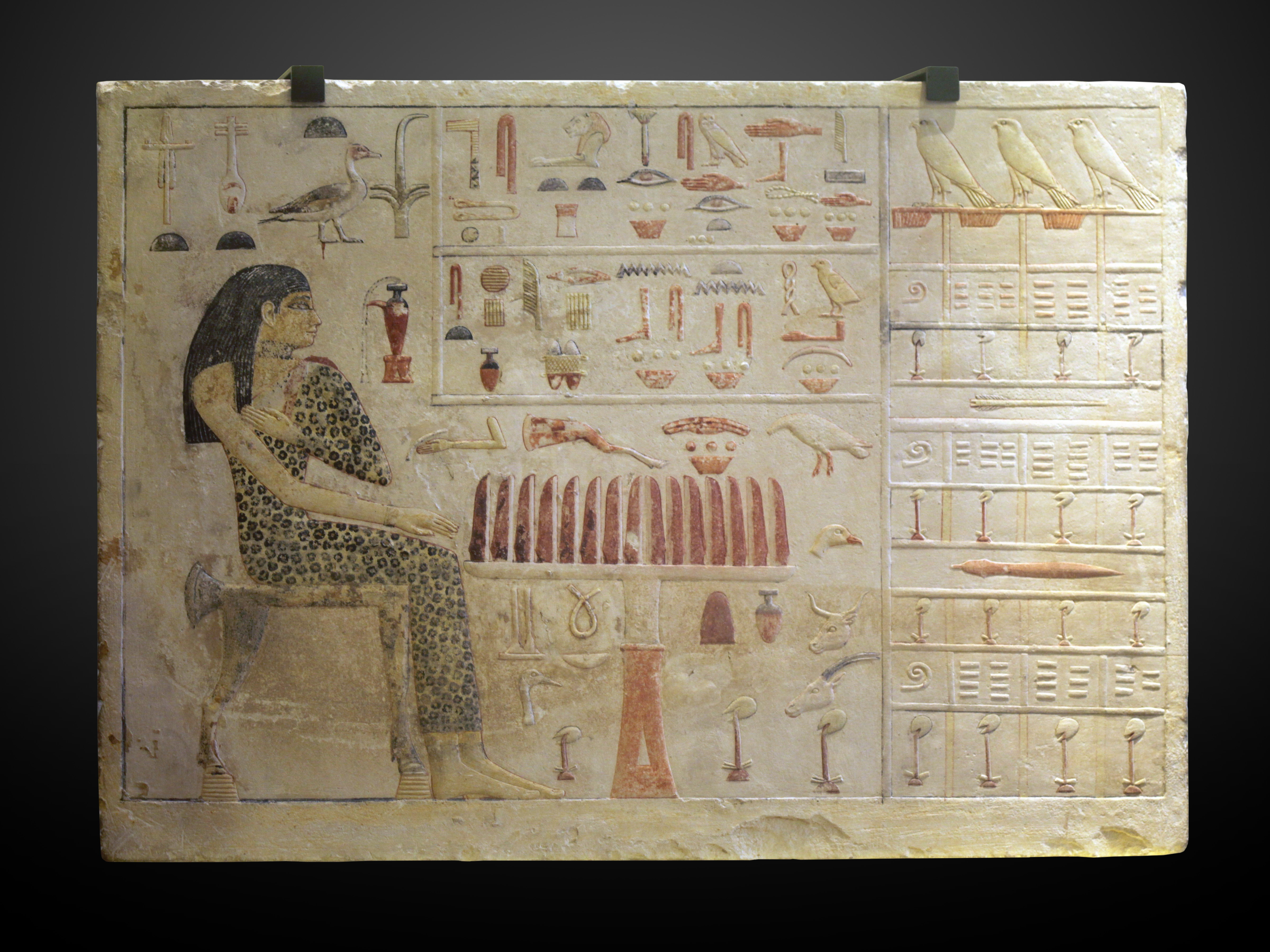
Stelă a prințesei Nefertiabet

- Meritites I: Prima soție a lui Khufu.
- Henutsen: A doua soție a lui Khufu.

Frații și surorile:
- Hetepheres: Soția lui Ankhhaf.
- Ankhhaf: Fratele cel mai mare. Nepotul său avea să devină mai târziu faraon Khafra.
- Nefermaat: Frate vitreg; înmormântat la Meidum și proprietar al celebrei „mastaba a gâștelor”.
- Rahotep: Fratele mai mare sau fratele vitreg. Proprietar al unei statui duble de dimensiuni naturale care îi înfățișează pe el și soția sa Nofret, expusă în Muzeul Egiptean din Cairo.

Fii:
- Kawab: Cel mai probabil fiul cel mai mare și prințul moștenitor, a murit înainte de sfârșitul domniei lui Khufu și astfel nu l-a urmat la tron pe Khufu
- Djedefra: Cunoscut și sub numele de Radjedef și Ratoises. A devenit primul succesor al tronului.
- Khafra: Cel mai probabil cel de-al doilea succesor al tronului.
- Djedefhor: Cunoscut și ca Hordjedef, menționat în Papirusul Westcar.
- Baufra: Posibil un fiu al lui Khufu, dar nu e atestat nici arheologic, nici contemporan. Cunoscut doar din două documente mult mai târzii.
- Babaef I: Cunoscut și ca Khnum-baef I.
- Khufukhaf I: Cunoscut și ca Kaefkhufu I.
- Minkhaf I.
- Horbaef.

Fiice:
- Nefertiabet: Cunoscută pentru stela sa frumoasă în formă de placă.
- Hetepheres a II-a: Soție a prințului Kawab, mai târziu căsătorită cu Djedefra.
- Meresankh a II-a
- Meritites a II-a: Căsătorită cu Akhethotep.
- Khamerernebty I: Soția regelui Khafra și mama lui Menkaura.

Nepoți:
- Duaenhor: Fiu al lui Kawab și, posibil, cel mai mare nepoțel.
- Kaemsekhem: Al doilea fiu al lui Kawab.
- Mindjedef: Cunoscut și ca Djedefmin.
- Djaty: Fiu al lui Horbaef.
- Iunmin I: Fiu al lui Khafre.

## Domnia

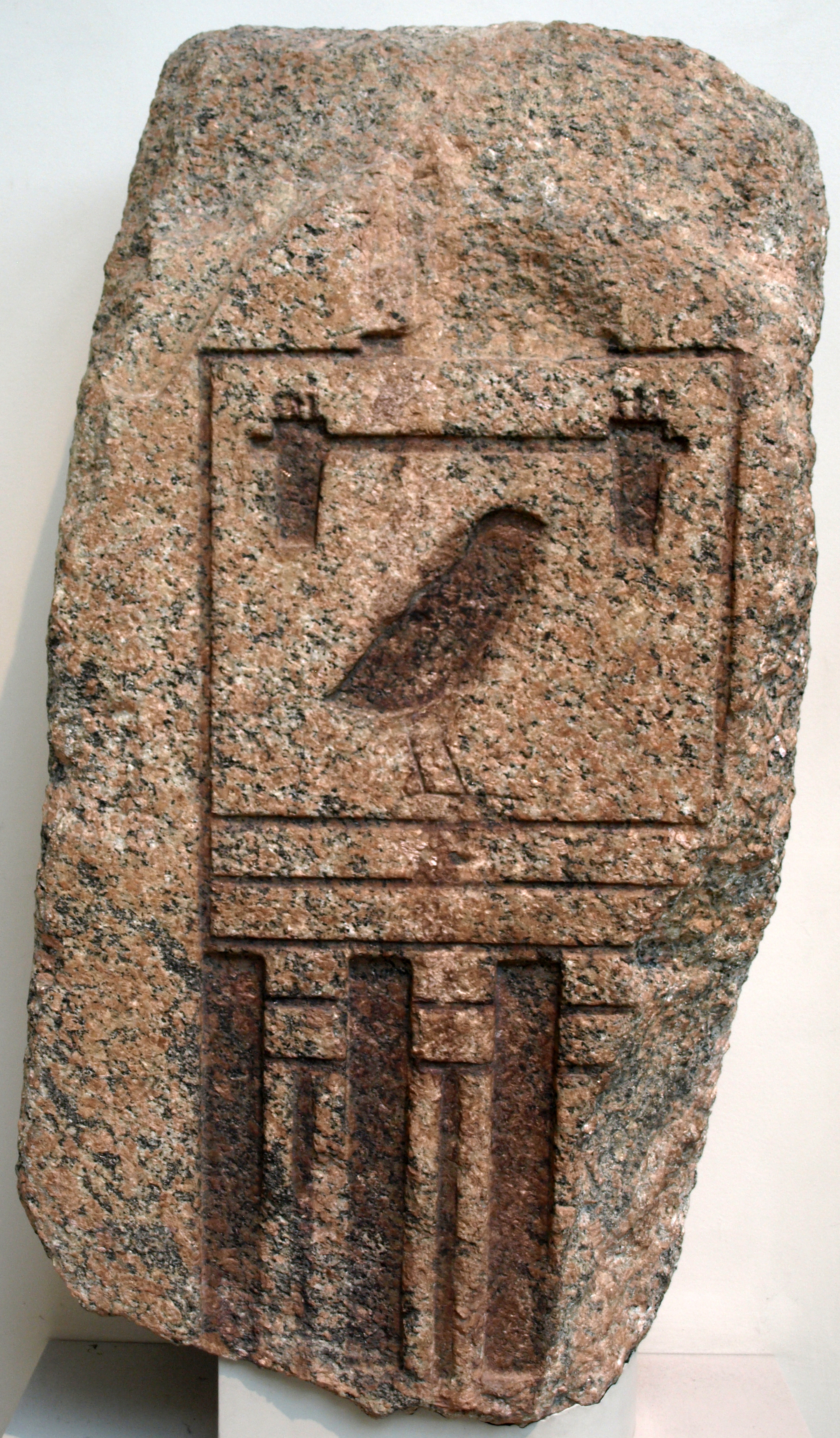
Fragment de granit cu numele Horus al lui Khufu: Medjedu

### Durata domniei
Încă nu e clar cât timp a guvernat Khufu Egiptul, pentru că documentele istorice de mai târziu se contrazic între ele, iar sursele contemporane sunt rare. Totuși, Canonul Regal de la Torino din a XIX-a Dinastie îi dă lui Khufu 23 de ani de guvernare. Istoricul antic Herodot îi dă 50 de ani, iar istoricul antic Manetho îi dă chiar 63 de ani de domnie. Cifrele astea sunt considerate acum o exagerare sau o interpretare greșită a surselor antichizate.
Surse contemporane vremii lui Khufu oferă trei informații cheie: una dintre ele a fost găsită la Oaza Dakhla din Deșertul Libian. Numele serekh al lui Khufu este sculptat într-o inscripție în piatră care raportează „Mefat-călătorește în anul de după cea de-a XIII-lea numărare de vite sub Hor-Medjedu”. A doua sursă poate să fie găsită în camerele de relaxare din piramida lui Khufu deasupra camerei de înmormântare. Una dintre inscripțiile astea, conform lui Flinders Petrie menționează un echipaj de muncitori numiți „prieteni ai lui Khufu” alături de nota „în anul celei de-a XVII-a numărare de bovine”, dar este pus la îndoială dacă numărul de ani indică o numărare bienală de bovine sau dacă numărul trebuie luat verbal. Chiar dacă Zahi Hawass a raportat localizarea inscripției datei date de Petrie, există și unele dezbateri dacă Petrie s-ar fi putut baza în mod greșit pe alte surse, întrucât inscripția nu a fost încă găsită. Dovezi mai noi de la Wadi al-Jarf, însă, oferă un al treilea indiciu despre adevărata durată a domniei: Câteva fragmente de papirus conțin rapoarte scrise de mână dintr-un port regal din Wadi al-Jarf-ul modern. Inscripțiile descriu sosirea bărcilor regale cu minereuri prețioase și turcoaz în „anul de după cea de-a XIII-a numărare de vite sub Hor-Medjedw”. Prin urmare, data cea mai cunoscută și sigură conservată a lui Khufu este „Anul de după cea de-a XIII-a numărare de vite”.
În încercarea de a rezolva dilema adevăratei durate a domniei lui Khufu, egiptologii moderni indică domnia lui Sneferu, când numărarea vitelor era organizată în fiecare al doilea an de guvernare a unui rege. Numărarea vitelor ca eveniment economic a servit la colectarea impozitelor în întregul Egipt. O evaluare mai recentă a documentelor contemporane și inscripția Pietrei din Palermo consolidează teoria conform căreia număratul vitelor sub Khufu era încă efectuat bienal, nu anual, așa cum se credea mai demult.

### Activitatea politică
Există doar câteva indicii legate de activitățile politice ale lui Khufu în interiorul Egipt și în afara sa. În Egipt, Khufu este documentat în mai multe inscripții ale unor clădiri și statui. Numele lui Khufu apare în inscripțiile de la Elkab și Elefantina și în carierele locale de la Hatnub și Wadi Hammamat. La Saqqara au fost găsite două figuri de teracotă ale zeiței Bastet, pe care, la bazele lor, este incizat numele horus al lui Khufu. Au fost depozitate la Saqqara în timpul Regatului Mijlociu, dar crearea lor poate să fie datată ca fiind din timpul domniei lui Khufu.